# Carlos Hernández (Boxer, 1939)
Carlos Hernández (* 22. April 1939 in Caracas, Venezuela als Carlos Enrique Hernández Ramos; † 2. Juli 2016) war ein venezolanischer Boxer. Am 18. Januar 1965 boxte er im Halbweltergewicht gegen Eddie Perkins um die Weltmeistertitel der Verbände WBC und WBA und siegte über 15 Runden durch geteilte Punktentscheidung. Diese Gürtel verteidigte er noch im selben Jahr gegen Mario Rossito und Percy Hayles. Der Italiener Sandro Lopopolo nahm ihm die Titel Ende April des darauffolgenden Jahres über 15 Runden durch Mehrheitsentscheidung ab.